# Eupithecia pippa
Eupithecia pippa là một loài bướm đêm trong họ Geometridae.